# Milada Blekastad
Milada Blekastad, född 1 juli 1917 i Prag, Böhmen, Österrike-Ungern, död 25 oktober 2003 i Oslo, Norge var en norsk författare och litteraturhistoriker. Från 1934 var hon gift med målaren Hallvard Blekastad.
Den tjeckiskfödda Blekastad var dotter till förläggaren Jaroslav Topič och Milada Buršíková. Hon kom till Norge som sextonåring som gäst till Inge Krokann, och blev kvar. Hennes akademiska utbildning bestod av kortare perioder som fri student vid universiteten i Basel och Oslo, men i övrigt var hon självlärd. Hon forskade mycket om den tjeckiske författaren Johan Amos Comenius. Hon blev filosofie doktor 1969 på avhandlingen Comenius, Versuch eines Umrisses von Leben, Werk und Schicksal des Jan Amos Komenský och publicerade flera arbeten om denne samt översatte några av hans verk till norska. Från 1957 föreläste hon i tjeckisk litteratur vid Universitetet i Oslo. 
Hon översatte även andra tjeckiska författare till norska (bland andra Milan Kundera, Ivan Klíma, Alexandr Kliment) och norska dito till tjeckiska (Inge Krokann, Tarjei Vesaas), samt var verksam som skönlitterär författare. För sin översättning av Ludvik Vaculíks roman Sekyra (norska: Øksa) erhöll hon 1969 Bastianpriset. Hon författade även ett översiktsverk i två band över tjeckisk litteratur, Millom aust og vest och Millom bork og ved.
Hon var ledamot av Det Norske Videnskaps-Akademi.